# Barras
Der Ausdruck Barras bezeichnet in der Soldatensprache seit etwa 1870 die Armee, das Militär, in Deutschland auch die Wehrmacht, seltener die Bundeswehr. Im Ausdruck zum Barras müssen = zum Wehrdienst eingezogen werden steht Barras spezifisch für die Wehrpflicht.

## Herkunft
Die Herkunft des Ausdrucks ist ungewiss. Es wird vermutet, dass er sich vom französischen Staatsmann Paul François Jean Nicolas Vicomte de Barras ableitet. Dieser war zur Zeit der Einführung der allgemeinen Wehrpflicht (Frankreich war das erste Land in Europa) mit vier anderen einer der Direktoren, die der Republik vorstanden, und war ab 1797 die führende Persönlichkeit in diesem Gremium. Davor waren die Soldaten mit Prämien angeworben worden. „Zum Barras müssen“ (Militärdienst leisten) könnte daher auf ihn zurückgehen. Allerdings ist der Ausdruck in Frankreich selbst unbekannt.
Eine andere Erklärung leitet den Ausdruck aus dem Jiddischen ab: Dort bezeichnet „baras“ eine Art Fladenbrot, welches als Verpflegung der Soldaten diente. Nach einer weiterführenden Interpretation wäre das Militär dann der Ort, wo man sein Brot verdient.
Heute wird der Ausdruck vor allem im Moselfränkischen, Bairischen, Pfälzischen, Ruhrdeutschen, Schwäbischen, Alemannischen bzw. in Gebieten, die seinerzeit Soldaten für die Grande Armée stellten, verwendet.

## Verschiedenes
Im Jahr 2000 führte der britische Special Air Service in Sierra Leone die Operation Barras durch, in deren Verlauf eine Gruppe Royal Irish Rangers, die unter UN-Flagge dienten, aus der Hand von Rebellen befreit wurde.